# Los Toreros Muertos
Los Toreros Muertos es una banda española de rock cómico fundada en 1984, forma parte del movimiento contracultura conocido como movida madrileña en la estética del punk, pop y del rock de España.

## Primera etapa (1984-1992)
El cantante, dibujante y cineasta gaditano Pablo Carbonell, el bajista gallego Many Moure y el teclista argentino Guillermo Piccolini formaron este grupo en 1984, en plena movida madrileña. La banda se disolvió en 1992. Cultivó un tipo de canción cuyas señas de identidad son una particular e irreverente originalidad y un transgresor sentido del humor.
Tras su maxisencillo Yo no me llamo Javier (1985) vino su álbum debut 30 años de éxitos (Ariola Records, 1986) donde es perceptible el influjo de Madness y la Orquesta Mondragón. Otras influencias musicales reconocidas son Talking Heads y The Police. En 1987 salió el álbum Por Biafra, con el popular tema On the desk. En 1989 se divulgó su tercer álbum, Mundo Caracol, y su trayectoria concluye con el álbum Toreros Muertos: Cantan en español, editado en 1992 y producido por Guillermo Piccolini. El nombre del grupo es una clara referencia al grupo punk estadounidense Dead Kennedys (Kennedys Muertos en inglés).
Su popularidad se impulsó en Hispanoamérica hacia 1988, cuando participaron junto a otros artistas como Los Prisioneros, Miguel Mateos, Timbiriche, Franco de Vita, José Feliciano, Yordano, Océano y los colombianos Compañía Ilimitada y Pasaporte, en un mega evento de 12 horas de duración llamado Concierto de Conciertos, que se llevó a cabo entre el 17 y el 18 de septiembre de 1988 en Bogotá (Colombia), en el Estadio Nemesio Camacho El Campín.
Entre sus canciones más recordadas figuran la que les da nombre, Manolito, Mi agüita amarilla (que describe el ciclo del agua, es más bien una oda a la orina), Yo no me llamo Javier, Soy un animal, Pilar, On the desk y Falangista.

## Segunda etapa (2007 - actualidad)
Se editó el 27 de marzo de 2007 un CD/DVD recopilatorio y se anunció la vuelta del grupo con su composición original para realizar una serie de conciertos. Sólo se tiene constancia de los acontecidos el 14 de junio de 2007 en la Sala Heineken (Sala Arena) de Madrid, el 3 de agosto de 2007 en el Festival Noroeste Pop Rock de La Coruña y el 11 de agosto de 2007 en Torregrosa (Lérida). Se habló también de un concierto en octubre de 2007 en Valencia en la Sala Cormorán.
En 2011 la banda estuvo en Bogotá, participando del festival gratuito más grande de Colombia, Rock al Parque.
En 2012 el grupo sale de gira con la agrupación argentina Vilma Palma e Vampiros. El sábado 23 de junio se presentan en Medellín (Colombia), en una de las más grandes discotecas de la ciudad en un concierto llamado Batalla de los Clásicos, con cupo lleno y cantando todos sus éxitos.
En 2013 anuncian una gira por España y Sudamérica. Como únicas fecha en España se dijeron el 31 de mayo en el Escenario Santander en Santander y el 10 de junio en la madrileña sala Moby Dick.
Dentro de la gira por Colombia en el mes de junio de 2013, se confirmó un concierto en la ciudad de Neiva el 15 de junio.
El 22 de mayo de 2015 se presentaron en Guadalajara (México) y el 23 se presentaron en la Ciudad de México para celebrar sus 30 años de éxitos.
En 2017 comienzan una gira donde interpretan una selección 
de temas del cancionero de Javier Krahe, además de grabarlas en estudio para un disco que acaba viendo la luz en 2020.
En 2022 anuncian una gira por España en Trigueros (Huelva), Tomares (Sevilla) y Loeches (Madrid), donde actúan el 7 de septiembre durante las fiestas patronales.
En 2023 y para la gira "Pistoletazo de salida", Many pasa a tocar la guitarra acústica y desde el mes de marzo se incorpora Albert Anguela tocando el bajo eléctrico.

## Discografía

### Álbumes de estudio
- 30 años de éxitos (1986).
- Por Biafra (1987).
- Mundo Caracol (1989).
- Cantan En Español (1992).
- Colegio Público Javier Krahe (2020).
- 100.000 copias vendidas en una semana (2024).

### Álbumes en vivo
- Los Toreros Muertos En Vivo (2015).

### Sencillos y EP
- Yo No Me Llamo Javier (Maxi Single) (1986).
- Mi Agüita Amarilla (1986).
- On The Desk (1987).
- Manolito (1987).
- Soy Un Animal (1987).
- Pilar (1987).
- Para Ti (1989).
- Soy Falangista (Y Me Voy De Excursión) (1989).
- Disco Afiche (1989) (Promocional Exclusivo para Colombia).
- Por Colombia (1989) (Maxi-Single, 45 RPM Exclusivo para Colombia).
- Mundo Mágico (1989).
- Tu Madre Tiene Bigote (1992).
- Nueva Orleans (1992).
- Teruel Mix (2016).

### Recopilaciones
- Mi Agüita Amarilla Casete (1990).
- Los Toreros Muertos Rock Milenium (1999).
- Rock en español: Lo mejor de Los Toreros Muertos (2000).
- Canciones irreverentes (2001).
- Los Toreros Muertos (Álbum Recopilatorio) CD/DVD (2007).